# Vajrayana
Vajrayāna (också känd som tantrisk buddhism, tantrayana, mantrayana, hemlig mantra, esoterisk buddhism, diamantvägen, blixtvägen eller den oförstörliga vägen) är en komplex och varierande tradition inom buddhismen som utvecklats över flera århundraden.
Vajrayana är en paraplybenämning på ett mycket stort antal skrifter och utövningssätt som karaktäriseras av mycket komplexa ritualer. Dessa lärdomar anses av utövare av vajrayana ha kommit antingen från Shakyamuni, eller någon annan upplyst varelse – såsom Vajrasattva eller Vairochana.
Vajrayana särskiljs ofta som en egen huvudförgrening, fristående från mahayana och theravada. Sett till målet med inriktningarnas utövande kan vajrayana sägas vara en mahayansk förgrening. Likt mahayana ämnar de vajrayanska lärdomarna till att utövaren ska bli en buddha. Förespråkare av vajrayana anser dock att vajrayana är en mångfaldigt snabbare väg till buddhaskap jämfört med mahayana.
Vajrayana grundades av indiska mahasiddhor, och följer tantrisk buddhistisk litteratur.

## Historik
Vajrayana var mycket populärt mellan 700-talet och 1000-talet – det var även under denna tid som lärdomarna utvecklades snabbt.

### Indien
Under 200-talet e.Kr förekom det i Indien buddhister som använde sig av mantran, mandalor, eldritualer och så vidare. De mer komplexa och avancerade utövningssätten kom dock senare, men vajrayanas ursprung kan sägas vara i Indien under 200-talet. Forskarna är dock oense gällande när det tidiga indiska rituella utövandet blev vajrayanskt och om det tidiga rituella utövandet var vajrayana. Innan vajrayana fanns mantrayana, som följdes av sahajayana och kalacakrayana.
Perioden av indisk vajrayanabuddhism har benämns som den femte eller sista perioden av indisk buddhism. Vajrayanalitteratur förekommer inte i palikanonen och inte heller i agamorna.
Trots att vajrayana påstår sig vara lika antik och autentisk som alla andra buddhistiska inriktningar, kan den ha uppkommit i en miljö med tidigare existerande texter såsom mahasannipata och ratnaketudharani. Grunden i vajrayana är likadan som i de övriga buddhistiska inriktningarna. De skillnader som dock kan ses anses reflektera det förändrande indiska samhället: presentationen av läran förändrades, teknikerna till upplysning förändrades, och uttrycket av buddhismen kom att bli dominerad av ritualism, många olika buddhor, bodhisattvor, gudar och gudinnor.
Det finns olika teorier gällande var på den indiska subkontinenten som vajrayana uppkom. Det finns bland annat påståenden gällande ursprung i Bengalen, Oddiyana, eller Swat, Pakistan.[källa behövs]
De tidigaste texterna uppkom omkring 300-talet. Nalandai östra Indien blev en central del av utvecklingen av vajrayansk teori.
Från 600-talet eller början av 700-talet började tantriska tekniker och utövningssätt såsom mahamudra och ahaja allt mer dominera buddhistiskt utövande i norra Indien.

### Tibet
I Tibet kom vajrayana att florera, där de vajrayanska lärdomarna även hölls mycket hemliga. Detta innebar att, för att få tillgång till dessa lärdomar, behövde aspirerande buddhister ha ett starkt band till sin lärare/mästare, genomgå initierande ritualer och omfattande förberedelser, och så vidare.

## Del inom buddhismen

### Tredje vridningen av hjulet
Vajrayana kan ses som den tredje av de tre "vridningarna av dharmahjulet"
1. I den första vridningen av dharmahjulet lär Shakyamuni Buddha ut de fyra ädla sanningarna vid Varanasi under 400-talet f.Kr, vilket ledde till grundandet av buddhismen och senare tidiga buddhistiska inriktningar. Detaljerna för den första vridningen av dharmahjulet finns i Dhammacakkapavattanasutta. De äldsta skrifterna nämner inga ytterligare vridningar av dharmahjulet.
2. Mahayanatraditionen menar att en andra vridning av dharmahjulet skedde när prajnaparamitasutrorna lärdes ut vid Gijjhakuta, vilket ledde till skapandet av mahayana. Generellt sett anser forskare att de skrifter som enbart finns inom mahayana (inklusive prajnaparamitasutrorna) komponerades från början av det första århundradet och framåt.[10]
3. Enligt vajrayanatraditionen skedde en tredje vridning av dharmahjulet vid dhanyakataka sexton år efter Shakyamuni Buddhas upplysning, och att vajrayana då uppstod. En del forskare stället sig dock starkt emot denna historia[8], och placerar vajrayanas uppkomst vid ett mycket senare tillfälle. De tidigaste tantriska (vajrayanabuddhistiska) texterna uppkom på 200-talet e.Kr, och fler fortsatte att komponeras ända fram till 1100-talet.[9]

### Paramitayana och vajrayana
Mahayana anses ha visat två vägar för bodhisattvor att bli buddhor. Den ena var metoden av paramitayana, där utövaren sägs utveckla de sex/tio paramita, som sägs ta upp till tre kalpor. Den andra vägen är då metoden av mantra, mantrayana. Inom denna använder utövaren sig av mantran för att uppnå buddhaskap i ett enda liv, utan de hinder som finns inom paramitayana. Vajrayana följer då främst mantrayana.

## Karaktärsdrag av vajrayana

### Mål
Målet av det andliga utövandet inom mahayana och vajrayana är att vara/bli en bodhisattva, en individ som avser att bli en buddha.

### Ritual
En utmärkande del av vajrayana är ritualer, som används som ett substitut eller alternativ för tidigare abstrakta meditationstekniker. För tibetanska dödsritualer, se phowa.

### Upaya
Vajrayana baserar sig på konceptet upaya — provisoriska lärdomar. I vajrayana relaterar detta främst till tantriska, mahamudra och dzogchen utövanden. Vajrayana menar att dessa tekniker gör att utövaren på kortare tid når upplysning, i vissa fall inom enbart ett liv.

### Esoterisk spridning
Vajrayana är esoterisk i den bemärkelsen att spridningen av vissa lärdomar bara sker direkt från lärare till student under vissa riter, och kan inte läras ut via böcker. Många tekniker sägs också vara hemliga, men vissa vajrayanalärare har svarat att hemligheten inte är viktig, utan är snarare en bieffekt av att teknikerna är värdelösa om utomstående lär sig dem.  För att utöva vajrayana måste en student motta tillåtelse:
Om dessa tekniker inte utövas på rätt sätt, kan utövarna skada sig själva fysiskt och psykiskt. För att undvika dessa faror, hålls utövandet 'hemligt' utanför lärare/student-relationen.
Lärdomarna kan också sägas vara hemliga i den bemärkelsen att om de lärdes ut direkt till en person, så skulle personen i fråga inte nödvändigtvis förstå dem utanför det rätta sammanhanget. På detta sätt är lärdomarna "hemliga" för de som inte följer vajrayana.

### Löften
Utövare inom vajrayana måste följa vissa tantriska löften (samaya). Dessa är fristående från munkarnas/nunnornas levnadsregler och de bodhisattvalöften som utövarna ger. De särskilda tantriska löftena varierar beroende på när de mottas, hur avancerad utövaren är, och så vidare.

## Tantriska tekniker
Det finns många olika tantriska tekniker inom vajrayana, två av dessa är:

### Gudsyoga
Huvudartikel: Yidam

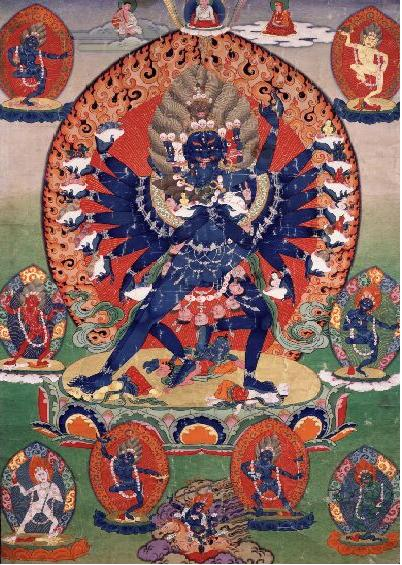
Hevajra och Nairatmya, omringad av åtta dakini. Viktig gud inom sakya

Gudsyoga är en fundamental del av vajrayana. I denna kontext refererar dock inte "gud" till en skapargud, och inte heller från en varelse separat från utövaren.
I sadhana visualiserar sig utövaren som en gud.
Gudsyoga använder sig av mycket avancerade tekniker av kreativ fantasi, visualisering, och hallucinationer för att utövaren ska identifiera sig med gudomliga former och kvalitéer av en särskild gud, i ett samspel mellan provisoriska lärdomar och visdom. Som Hans Helighet Dalai Lama säger, "I korthet, kroppen av en buddha uppnås genom att meditera på den".

#### Bildspråk och ritualer i gudsyoga

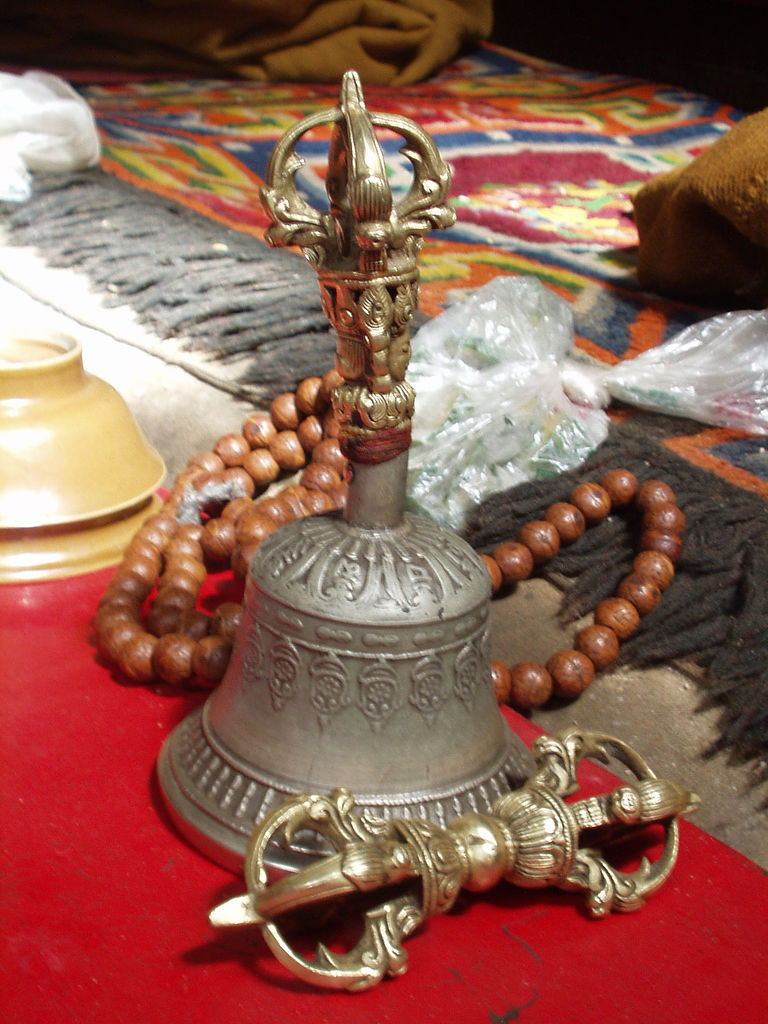
Tre rituella verktyg: vajra, ringklocka och mala

Representationer av guden, såsom statyer (murti), målningar (thangka), eller mandala, används ofta för att hjälpa visualiseringen i gudsyoga.
Alla ritualer i vajrayana kan sägas stötta processen av visualisering och identifiering. Utövaren använder olika verktyg och tekniker såsom en vajra, ringklocka, handtrumma (damaru) eller rituell kniv (phurba), men också mudras och många andra verktyg och tekniker för att stödja utövandet. Allt detta har starkt influerat tibetansk konst.

### Guruyoga
Guru yoga är en tantrisk och hängivande process där utövaren förenar sin medvetenhet citta-santana med guruns (lärarens) medvetenhet.
I utövandet kan en hel ätt av lärare visualiseras. Utövandet inkluderar oftast en visualisering av gurun ovanför och framför utövaren, och kan även innehålla en liturgi eller ett mantra.
Gurun är mycket viktig som en guide under tantriska processer, eftersom utövandet annars är mycket svårt eller nästintill omöjligt för den som inte är mycket avancerad i sitt utövande. Många tantriska texter innehåller tre juvelerna buddha, dharma och sangha (buddhism) följande: "Gurun är buddha, gurun är dharma, gurun är också sangha.", för att uttrycka hur viktig gurun är för utövaren.

### Uppdelningar av tantriska tekniker
De olika tantriska texterna kan uppdelas i olika sätt.

#### Fyrafaldig uppdelning
Den mest kända uppdelningen av inriktningarna Gelug, Sakya och Kagyu är följande uppdelning:
- Kriyayoga, som lägger tonvikt på ritualer.
- Charyayoga, som lägger tonvikt på meditation
- Yogatantra, tantrisk yoga.
- Anuttarayogatantra, den mest avancerade tantriska yogan, som vidare uppdelas in i "moder", "fader" och "ickedualistisk" tantra.

#### Yttre och inre tantra
En annan uppdelning används av Nyingma-inriktningen. Kriyayoga, charyayoga och yogatantra kallas för yttre tantra, medan anuttarayogatantra delas in i tre inre tantra.

## Vajrayanas texttradition
Vajrayana har utvecklat en stor samling skrifter:
Trots att vi inte vet med säkerhet hur många indiska tantriska buddhistskrifter som överlevt till idag i det språk som de skrevs i, är deras nummer säkerligen över ett tusen fem hundra; jag misstänker över två tusen. En stor del av denna samling texter har också blivit översatt till tibetanska, och en mindre del till kinesiska. Bortsett från dessa, finns det möjligen ytterligare två tusen eller mer verk som idag bara är kända från sådana översättningar. Vi kan vara säkra på att många andra är förlorade för evigt, oavsett form. Av alla texter som överlevt är en väldigt liten del publicerad; en nästan obefintlig procent har blivit redigerad eller översatt på pålitliga sätt. 
Tantriska skrifter finns främst bevarade i den tibetanska buddhismens skriftkanon, men en del finns även i den kinesiska buddhismens skriftkanon.

## Inriktningar av varjayana
Trots att det finns historiskt bevis för vajrayana i Sydostasien och på andra ställen, existerar vajrayana idag främst i två huvudsakliga former: tibetansk buddhism och den japanska Shingon. Det finns dock även en handfull mindre inriktningar som till viss del använder sig av esoteriska eller tantriska utövningsformer.
Urskiljningen mellan vajrayana och andra buddhistiska inriktningar är inte alltid solklar. Exempelvis inkluderas hjärtsutran i vissa tantriska texter och även versioner av texter som finns i palikanonen

### Tibetansk buddhism
Huvudartikel: Tibetansk buddhism
Den tibetanska buddhismen baserar sig på långa ätter av lärare och den tibetanska buddhismens skriftkanon, vilken indelas i Kangyuroch Tengyur. Tibetansk buddhism finns främst i Tibet, Bhutan, norra Indien, Nepal, sydvästra och norra Kina, Mongoliet, och diverse republiker av Ryssland som angränsar till dessa, bland annat: Amur oblast, Burjatien, Zabajkalskij kraj, Tuva, och Chabarovsk kraj. Tibetansk buddhism är också den huvudsakliga religionen i Kalmuckien.
Vajrayanabuddhism etablerade sig i Tibet under 700-talet när Santaraksita kallades till landet från Indien efter anstiftan av kejsaren Trisong Detsen, någon gång före år 767. Han etablerade grunden för vad som senare kom att bli känt som Nyingma. Som en tantrisk Mahasiddha, Padmasambhavas bidrag försäkrade att vajrayana blev en del av tibetansk buddhism. Trots att vajrayana är en del av tibetansk buddhism på så vis att det utgör en central del av alla tibetanska buddhistiska inriktningar, är vajrayana inte identiskt med tibetansk buddhism. Forskaren Alexander Berzin refererar till "mahayana och vajrayanatraditionerna av tibetansk buddhism"

### Nepalesisk Newarbuddhism
Huvudartikel: Newarbuddhism
Newarbuddhism utövas av Newarer i Nepal. Det är den enda formen av vajrayana som baserar sig på skrifter som är skrivna på sanskrit. Dess präster lever inte i celibat och kallas för vajracharyor

### Kinesisk esoterisk buddhism

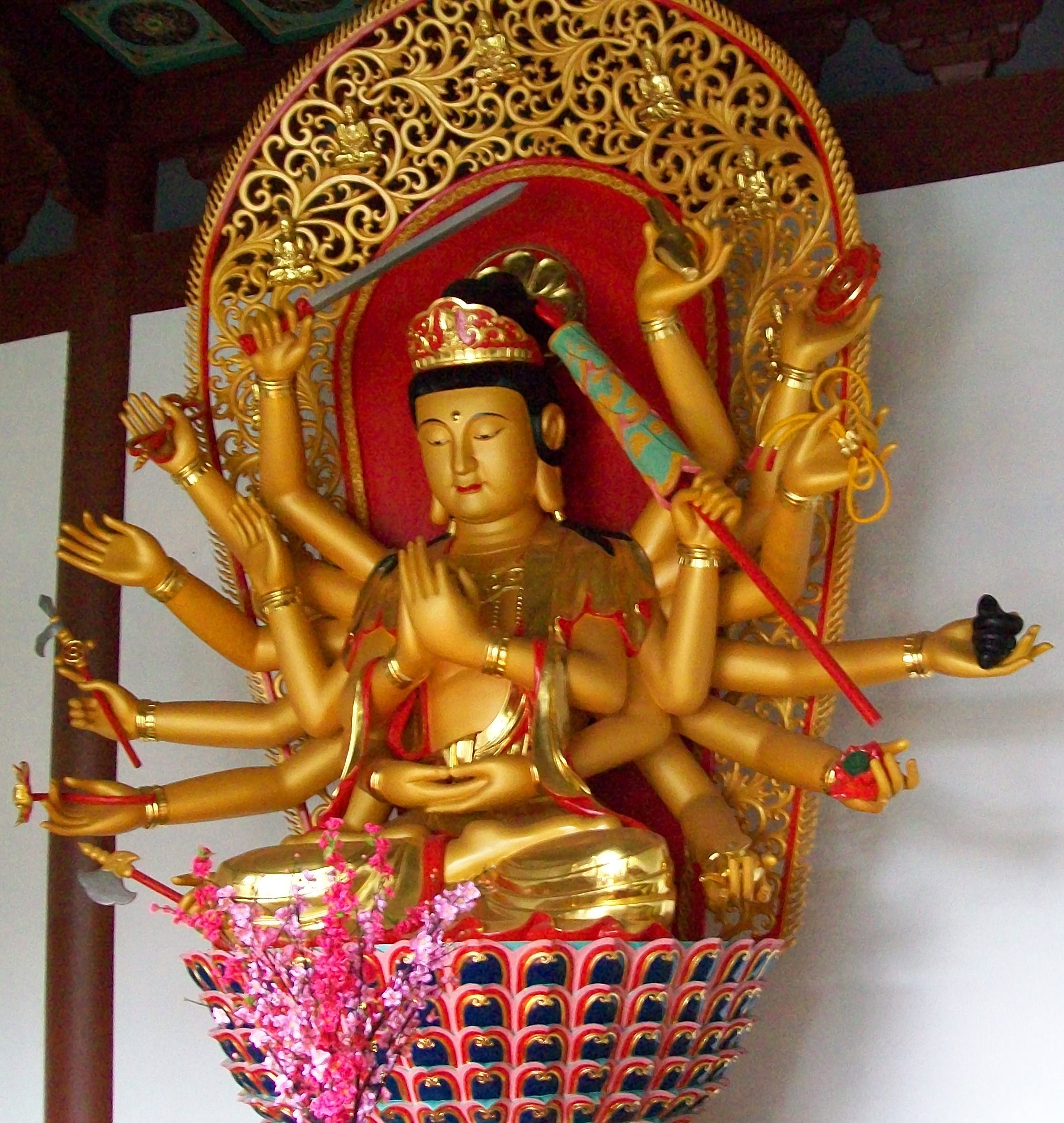
Esoteriska utövningsformer relaterade till Cundi är fortfarande populära i kinesisk buddhism.

Esoteriska lärdomar följde samma rutt till norra kina som övrig buddhism, via Sidenvägenunder den första halvan av 600-talet, under Tangdynastin. Esoterisk mantrayana kom från Indien precis som buddhismen nådde sin högsta punkt i Kina, och mottog stöd från kejsarna av Tangdynastin. Under denna tid kom tre stora mästare från Indien till Kina: Subhakarasimha, Vajrabodhi och Amoghavajra. Dessa tre mästare tog esoteriska utövningsformer till höjden av dess popularitet i Kina.
Esoteriska utövningsformer blev naturligt absorberade in i kinesisk buddhism under Tangdynastin. Subhakarasimhas mest framgångsrika lärjunge, Yixing (kinesiska: 一行), omfattade Chanbuddhismen. På så vis var det i kinesisk buddhism ingen faktisk skillnad mellan exoteriska och esoteriska utövningsformer, och chanbuddhismen i norra Kina blev också känd för dess esoteriska utövningsformer.
Under Yuandynastin gjorde mongolerna esoterisk buddhism till den officiella religionen i Kina, och tibetanska lamor fick platser i det kinesiska hovet. Under Mingdynastin blev dock de tibetanska lamorna bortförda, och esoterisk buddhism benämndes som en heterodox väg. Under senare delen av Kinas historia var dock esoterisk buddhism fortsatt populär. Robert Gimello har observerat att esoteriska utövningsformer associerade med Cundi var extremt populära i såväl den vanliga befolkningen som i eliten.
I Kina och i länder med stor kinesisk befolkning, såsom Taiwan, Malaysia och Singapore, benämns esoterisk buddhism Mìzōng (密宗), vilket betyder "esoterisk skola". Varianter av kinesisk esoterisk buddhism benämns Tángmì (唐密), "Tangdynastins esoteriska", eller Hànchuán Mìzōng (漢傳密宗), "Handynastins esoteriska skola" (förkortas som Hànmì 漢密). Dessa inriktningar delar mer eller mindre samma doktrin som den japanska Shingon. Försök att i stort återuppliva kinesisk esoterisk buddhism förekommer i moderna Kina.

### Japan

#### Shingon
Huvudartikel: Shingon
Shingon finns i Japan och inkluderar utövningsformer som är kända som Mikkyo. Shingon baserar sig på tidigare versioner av indiska texter än tibetansk buddhism, men delar trots detta mycket material med tibetansk buddhism, såsom esoteriska sutror och mandalor. Själva utövandet är dock inte likadant inom shingon som i tibetansk buddhism. De primära texterna inom shingon är Mahavairocanasutra och Vajrasekharasutra. Grundaren av shingon var Kukai, en japansk munk som studerade i Kina under 800-talet och tog vajrayanska skrifter, tekniker och mandalor från Kina till Japan. Shingon dog för det mesta ut eller blandades med andra inriktningar i Kina, men blev mycket populär i Japan. Shingon är en av de få kvarlevande inriktningarna av buddhismen som fortsätter att använda siddhamskriften.

#### Tendai
Tendai innehåller en del esoteriska utövningsformer.

#### Shugendō

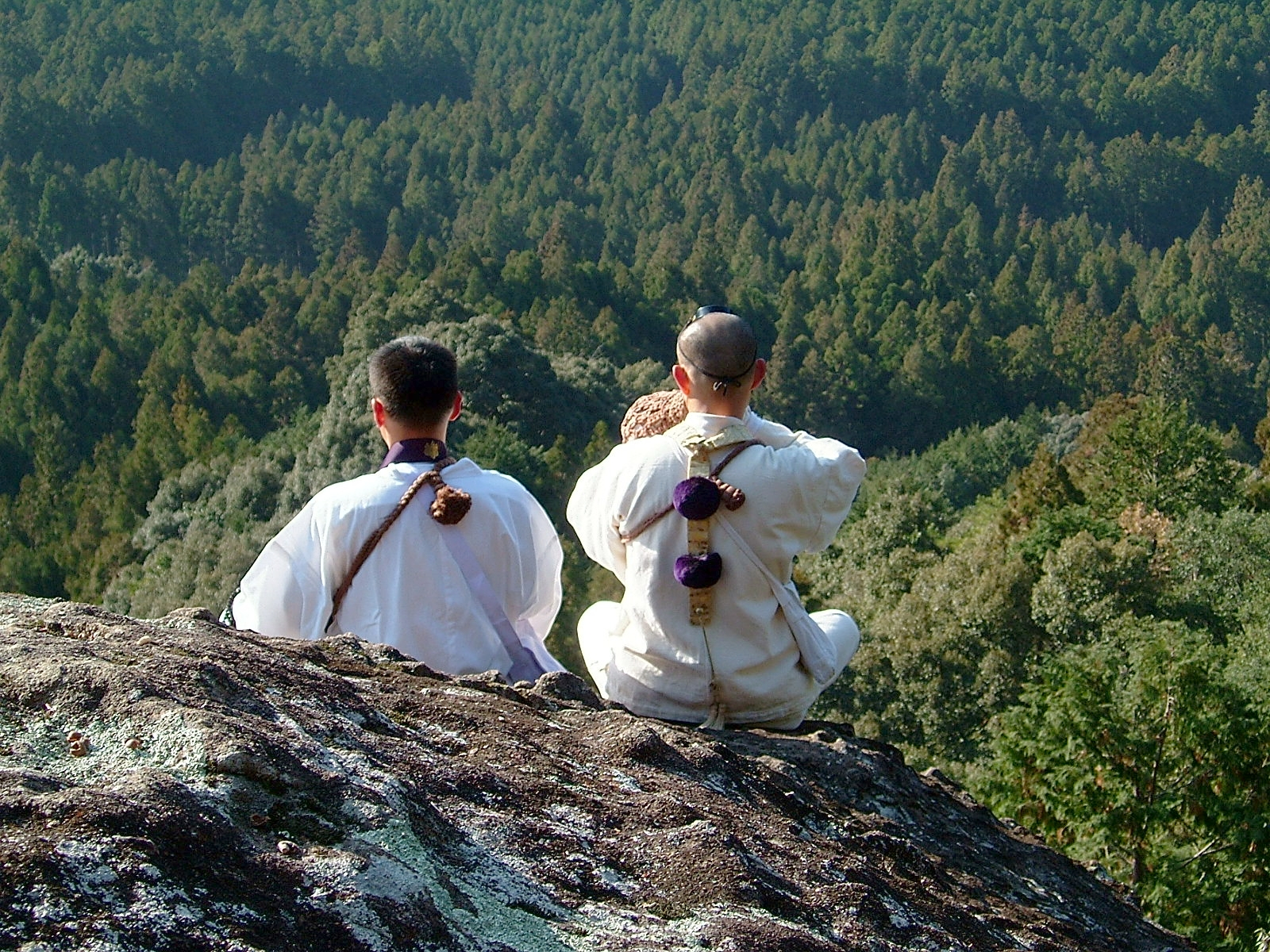
Utövare av shugendō vid Kumano-bergen.

Shugendō grundades under 600-talet av asketen En no Gyoja. Inriktningen utvecklades som en slags blandning mellan esoterisk buddhism, shinto och många andra religioner, såsom daoism.
År 1613 under Edoperioden tvingades shugendotempel att tillhöra antingen Shingon eller Tendai. Under Meijiresturationen, när shinto blev benämnd som en statsreligion separat från buddhismen, blev shugendo förbjudet. Vissa shugendotempel konverterade till olika godkända shintovariationer. I modern tid utövas shugendo främst av vissa inriktningar inom tendai och shingon.